# Corridoio Québec-Windsor
Il Corridoio Québec-Windsor è un corridoio di trasporto situato in Canada. Esso collega le zone più popolose del Québec e dell'Ontario, su una distanza di 1.150 km. Più precisamente, si tratta delle città situate lungo la zona dei laghi Erie e Ontario e della via fluviale del fiume San Lorenzo, tra Windsor a sud-ovest, e Québec a nord-est. Ci vivono più di 17 milioni di persone, circa il 56,8% della popolazione canadese, secondo il censimento del 2001.
Questa definizione è diventata popolare grazie alla compagnia ferroviaria VIA Rail che ha in questa zona la sua principale attività. Tale nome è stato poi adottato nel linguaggio comune per designare tutta questa regione dal punto di vista degli scambi commerciali, politici, ecc. Ci sono molte caratteristiche similari con il corridoio Boston-Washington degli Stati Uniti.

## Storia
Durante il periodo della Nuova Francia, gli esploratori risalirono il fiume San Lorenzo alla ricerca di una via verso la Cina. Jacques Cartier si fermò a Montréal, non riuscendo a superare le rapide che si trovò davanti. Samuel de Champlain nominò la città di Québec come capitale delle colonie 64 anni più tardi e se ne servi come punto di partenza verso l'ovest. Riuscì a risalire fino ai Grandi Laghi dell'America settentrionale, al Lago Champlain e sulla riva dell'Ontario. Egli scoprì anche un largo tratto delle foreste canadesi. In seguito vennero create le città di Trois-Rivières e Ville-Marie, la futura Montréal, il corso del Saint-Laurent e ampi tratti fino a Detroit. La popolazione aumenterà gradualmente dalla metà del XVII secolo alla metà del XVIII secolo lungo il corso del fiume, zona più difendibile contro la minaccia dei coloni americani mentre resterà più debole più a sud-ovest.

## Geografia
La parte sud-ovest del corridoio tra Windsor e Montreal è una zona pianeggiante dove l'agricoltura si estende per un centinaio di chilometri a nord lungo le rive dei laghi Erie e Ontario. DA Montreal a Quebec, segue il fiume San Lorenzo fin dove la valle si restringe, per incunearsi tra i monti Appalachi e il Bouclier. La regione si è formata con il ritiro dei ghiacciai dopo l'ultima glaciazione e dai depositi lasciati dai fiumi.
La zona è densamente popolata. Le aree cittadine nacquero dalla necessità di avere dei centri di servizio locali e si sono poi sviluppate fino ad assumere dimensioni via via più estese, divenendo importanti comunità regionali, nazionali e in alcuni casi internazionali. Si incontrano procedendo da est verso ovest, Québec, Trois-Rivières, Drummondville, Montréal, Cornwall, Brockville, Kingston, Belleville, Oshawa, Toronto, Hamilton, Kitchener, Waterloo, London e Windsor. Nelle zone adiacenti al corridoio principale vi sono altri centri importanti quali Sherbrooke, Saguenay-Lac-Saint-Jean, Laurentides, Ottawa la capitale canadese, le cascate del Niagara e Sarnia.
Immediatamente a sud del corridoio e a ovest della costa americana vi sono le grandi città del Midwest, come Detroit e Cleveland, a nord dello Stato di New York, e poi Buffalo e Syracuse, e a nord la zona del New England. Tutto ciò aggiunge altri sette milioni di persone che hanno legami economici con il corridoio canadese.
Dal punto di vista del clima, la zona attorno ai Grandi Laghi è relativamente mite grazie all'apporto di aria calda proveniente dal fiume Mississippi e che arriva dal Golfo del Messico.
Lungo il corso del San Lorenzo, le estati sono calde ma i venti spirano sovente da nord-est e ciò mantiene una temperatura mai troppo alta.
È anche un luogo di passaggio delle migrazioni di uccelli in primavera e in autunno. La vegetazione è molto frondosa e ampia, ciò grazie alla ricchezza del terreno e al clima mite, più meridionale che non quella delle zone adiacenti che sono ricoperte di conifere. In inverno, la zona di transizione tra la pioggia e la neve si incontra sovente all'incrocio di due settori del corridoio dove vi è Montreal, una delle zone più piovose del continente americano. Si verificano talvolta anche delle massicce tempeste di ghiaccio, tra le zone di Ottawa e Montreal, come quella del 1998.